# Рупрехт I фон Алтенбаумберг
Рупрехт I фон Алтенбаумберг (на немски: Ruprecht I von Altenbaumberg; * ок. 1180, Алтенбаумберг, Пфалц, Бавария; † 1242) е рауграф на Алтенбаумберг, Зимерн и Волщайн. Той е трушсес на Курфюрство Пфалц и бургфогт на Алцай.

## Произход
Той е син на граф Емих II фон Баумберг (* ок. 1146; † сл. 1201). Внук е на граф Емих I фон Наумбург/Нойенбург († сл. 1172). Брат е на рауграф Конрад II († сл. 1208), родител на „рауграфовете фон Щолценберг“.
Фамилията на рауграфовете на Алтенбаумберг изчезва през 1457 г.

## Фамилия
Рупрехт I фон Алтенбаумберг се жени за графиня Хедвиг фон Еберщайн (* ок. 1190; † 6 декември 1282), вдовица на рауграф Герхард I, дъщеря на граф Еберхард III фон Еберщайн († пр. 1219) и графиня Кунигунда фон Андекс († сл. 1207). Хедвиг е сестра на Конрад фон Еберщайн († 1245), епископ на Шпайер (1237 – 1245). Те имат децата:
- Хайнрих I фон Нойенбаумбург († 1261), женен за Агнес фон Саарбрюкен († сл. 1261)
- Еберхард I († 1277), епископ на Вормс (1257 – 1277)
- Рупрехт II фон Алтенбаумберг († 1281), женен пр. 1249 г. за Елизабет фон Хоенфелс († 1289)
- Фридрих († 1283), епископ на Вормс (1277 – 1283)
- Герхард цу Нойенбаумбург († сл. 1293), провост в Шпайер
- Агнес цу Алтенбаумберг († 1258), омъжена за граф Дитер V фон Катценелнбоген († 1276)
- Кунигунда цу Алтенбаумберг († сл. 1243/сл. 1255), омъжена за Витекинд фон Меренберг († 1259/1264), фогт на Вецлар